# جان ألين
جان ألين (بالإنجليزية: Jan Eliot)‏ هي فنانة قصص مصورة أمريكية، ولدت في 27 سبتمبر 1950 في سان خوسيه في الولايات المتحدة.